# Jeroen van der Boom
Jeroen van der Boom (Nijmegen, 22 juni 1972) is een Nederlandse zanger en televisiepresentator. Naast zijn solocarrière is Van der Boom sinds 2009 lid van De Toppers. In 2009 deden ze mee aan het Eurovisiesongfestival met het nummer Shine. Van der Boom was coach in het allereerste seizoen van The voice of Holland. Als presentator is hij bekend van verschillende (muziek)programma's bij SBS6.

## Biografie
Tijdens zijn middelbareschooltijd stond Van der Boom al op het podium. Samen met zijn schoolvriend Harry Verhoeve speelde hij in het bandje The Travellers. Na zijn studie Commerciële Economie begon het serieuzere werk. Na een tijd als zanger en pianist op het Rembrandtplein in Amsterdam te hebben opgetreden, begint hij in 1992 aan zijn televisiecarrière. Eerste landelijke bekendheid kreeg hij door het presenteren van Call TV. Andere programma's volgden, waaronder Explosief, 15 Miljoen Mensen, Barney's Dart Show en Domino Day. In Café de Wereld deed hij enkele stemmen na, waaronder die van Gerard Joling en Joop van den Ende. In 1998 speelde hij een hoofdrol in de theatershow Barcelona, opgevoerd in het Event Centre Aalsmeer. Later stond hij in de nieuwe Dinnershow van Frank Wentink in Studio 21, Novomundo. In 2009 sprak Van der Boom de stem in van prins Naveen voor de Disney animatiefilm De Prinses en de Kikker. In 2011 sprak hij de stem in van Jack voor de film De Gelaarsde Kat.

### Muziek

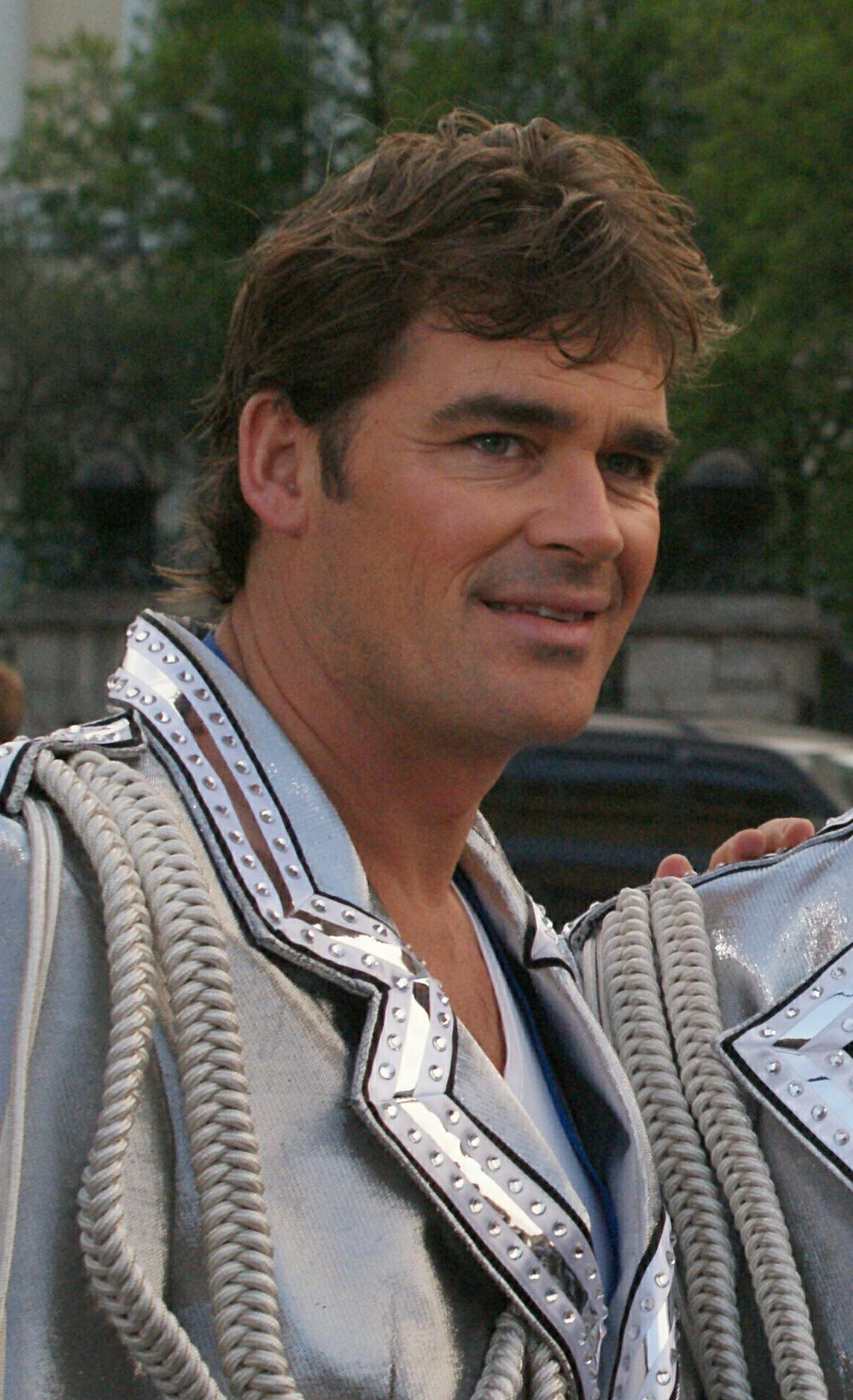
Van der Boom tijdens het Eurovisiesongfestival 2009 in Moskou

In 2007 nam hij het nummer Jij bent zo  op, een cover van het Spaanse Silencio van David Bisbal hertaald door Tony Neef. Dit betekende zijn grote doorbraak: het nummer stond twee weken op nummer 1. Ook in Vlaanderen werd de single een nummer 1-hit. Ook de nummers daarna, Eén wereld en Betekenis, werden grote hits. Naar aanleiding van het succes werd hij gevraagd als zanger in voorprogramma's van Lionel Richie, René Froger en Gerard Joling. In 2008 gaf Van der Boom voor het eerst twee uitverkochte concerten in de Heineken Music Hall. 
Toen Gerard Joling eind 2008 bekendmaakte dat hij uit De Toppers zou stappen, nam Van der Boom het stokje over. Hij ging met De Toppers naar het Eurovisiesongfestival en maakte deel uit van meerdere edities van Toppers in Concert in de Johan Cruijff ArenA. Naast De Toppers is Van der Boom als muzikaal leider, zanger en presentator een drijvende kracht achter de concerten van Holland zingt Hazes in de Ziggo Dome. 
In The Passion (Nederland) zong hij het nummer Mag ik dan bij jou en deed dat later ook tijdens Toppers in Concert 2015 in de ArenA. Hij kreeg hier zoveel positieve reacties op, dat hij besloot het nummer op te nemen en uit te brengen als single. De single werd na uitgave zo veelvuldig gedownload, dat het binnen anderhalf uur de top bereikte van de iTunes-hitlijst. 
In februari 2017 ging zijn eerste solovoorstelling Dit ben ik: Van Bruiloften t/m de ArenA in première. Een jaar later ging hij opnieuw het theater in met een reprise tour, Dit Ben Ik 2.0.   

### Televisie
In 2010 deed Van der Boom mee aan het televisieprogramma Beste Zangers. In 2010 was Van der Boom ook te zien als coach in het allereerste seizoen van The voice of Holland. In 2011 tekende hij een contract bij SBS6 waar programma’s als Lotto Weekend Miljonairs (2011) en Wedden dat ik het kan (2011-2012 & 2016-2017), Bloed, zweet & tranen (2013 & 2015), Wat Schat Je? (2012), Beter Dan Het Origineel (2013) en De Beste Liedjes van (2014-2015, 2018,2021) presenteerde. In 2015 vertolkte Van der Boom de rol van Petrus tijdens The Passion.  
In 2016 was Van der Boom te zien in de panelshow De Vreemde Eend bij SBS6. Ook deed hij in 2016 voor de tweede keer mee aan het tv-programma Beste Zangers. In 2017 en 2018 presenteerde hij het programma De Designdroom bij SBS6.  
Sinds 2020 presenteert hij het televisieprogramma Hoge Bomen bij SBS6. In het eerste seizoen ontving hij opvallende gasten als Louis van Gaal, Sylvie Meis, Rachel Hazes, John van den Heuvel en Martien Meiland. In 2022 presenteert Van der Boom het programma Hazes is de Basis. In datzelfde jaar was Van der Boom te zien als panellid in het televisieprogramma Secret Duets. Ook was Van der Boom in 2022 te zien als gastpanellid in het televisieprogramma I Can See Your Voice.
In 2022 deed Van der Boom ook mee aan het vierde seizoen van het Nederlandse televisieprogramma The Masked Singer. Hij deed mee als de Tijger, en hij geraakte in het programma tot in de finale waarin hij uiteindelijk de winnaar werd van seizoen 4. In 2023 won hij eveneens Make Up Your Mind als zijn alterego Ria Sangria. In 2024 was hij in datzelfde programma te zien als panellid.

## Privéleven
Van der Boom is getrouwd en heeft twee zoons.

## Concerten
| Naam                                                          | Jaar | Locatie             | Aantal concerten | Dvd |
| ------------------------------------------------------------- | ---- | ------------------- | ---------------- | --- |
| Live in HMH                                                   | 2008 | Heineken Music Hall | 1×               | Ja  |
| Toppers in Concert                                            | 2009 | Amsterdam ArenA     | 2×               | Ja  |
| Toppers in Concert: Welcome to Heaven                         | 2010 | Amsterdam ArenA     | 3×               | Ja  |
| Toppers in Concert: The Royal Party for Kings and Queens      | 2011 | Amsterdam ArenA     | 3×               | Ja  |
| Live In HMH - Bij Grote Liefde (2e editie)                    | 2011 | Heineken Music Hall | 1×               | Ja  |
| Toppers in Concert: The Love Boat Edtion                      | 2012 | Amsterdam ArenA     | 3×               | Ja  |
| Toppers in Concert: 1001 Nights Edition                       | 2013 | Amsterdam ArenA     | 3×               | Ja  |
| Toppers in Concert: 1001 Nights Edition                       | 2013 | Amsterdam ArenA     | 3×               | Ja  |
| Holland Zingt Hazes                                           | 2013 | Amsterdam ArenA     | 2×               | Ja  |
| Toppers in Concert: Made in Holland                           | 2014 | Amsterdam ArenA     | 4×               | Ja  |
| Holland Zingt Hazes                                           | 2014 | Amsterdam ArenA     | 3×               | Ja  |
| Toppers in Concert: Crazy Summer Edition                      | 2015 | Amsterdam ArenA     | 5×               | Ja  |
| Holland Zingt Hazes                                           | 2015 | Amsterdam ArenA     | 3×               | Ja  |
| Toppers in Concert: Royal Night of Disco                      | 2016 | Amsterdam ArenA     | 3×               | Ja  |
| Holland Zingt Hazes                                           | 2016 | Amsterdam ArenA     | 3×               | Ja  |
| Toppers in Concert: The Christmas party of the year           | 2016 | Rotterdam Ahoy      | 6×               | Nee |
| Toppers in Concert: Wild West, Thuis Best                     | 2017 | Amsterdam ArenA     | 2×               | Ja  |
| Holland Zingt Hazes                                           | 2017 | Amsterdam ArenA     | 3×               | Ja  |
| Toppers in Concert: Pretty in Pink, The Circus Edition        | 2018 | Johan Cruijff ArenA | 3×               | Ja  |
| Toppers in Concert: 15 Jaar Toppers                           | 2019 | Johan Cruijff ArenA | 2×               | Ja  |
| Toppers in Concert: Happy Together - The Flower Power Edition | 2022 | Johan Cruijff ArenA | 3×               | Ja  |
| Toppers in Concert: Club Tropicana Edition                    | 2024 | Johan Cruijff ArenA | 3×               | Ja  |